# Ministerio de Asuntos Exteriores de Ucrania
El Ministerio de Asuntos Exteriores de Ucrania (en ucraniano: Міністерство закордонних справ України) es el ministerio del gobierno de Ucrania que supervisa las relaciones exteriores de Ucrania y asuntos exteriores del país. El jefe del ministerio es el ministro de Asuntos Exteriores.

## Historia
Originalmente, el Ministerio se estableció como la Secretaría General de Nacionalidades como parte de la Secretaría General de Ucrania y estaba encabezado por el federalista Serhiy Yefrémov. Debido a la intervención soviética, la oficina se transformó en un ministerio el 22 de diciembre de 1917. Casi al mismo tiempo se formó otro gobierno, el soviético, que proclamó al gobierno ucraniano como contrarrevolucionario. El gobierno soviético de Ucrania también reorganizó su oficina el 1 de marzo de 1918. En 1923, la oficina fue liquidada por el gobierno de la Unión Soviética y restablecida en 1944, veinte años después.  Los primeros representantes soviéticos no recibieron mucha atención hasta el nombramiento del nativo búlgaro Christian Rakovski en 1919.

## Descripción general
El ministerio está ubicado en la capital de Ucrania Kiev en el distrito histórico de la ciudad, ubicado muy cerca del recientemente reconstruido St.  Monasterio de las Cúpulas Doradas de Michael. El edificio del ministerio también se encuentra en la plaza Mykhailivska, llamada así por el monasterio y al lado del parque Colina Volodymyrska.
El nombramiento del ministro de Asuntos Exteriores lo realiza el Presidente de Ucrania, a diferencia de la mayoría de los nombramientos del Ministro de Gabinete que realiza el primer ministro de Ucrania. Todas las nominaciones de ministros deben ser aprobadas por el Parlamento de Ucrania.
Oficina de la Comisión Nacional de Ucrania para UNESCO
Ucrania es miembro de la UNESCO desde el 12 de mayo de 1954. Desde diciembre de 1962, Ucrania había establecido su representación permanente en la organización a la que actualmente atiende el embajador de Ucrania en Francia. La Comisión Nacional de Ucrania para la UNESCO fue creada como parte del Ministerio de Asuntos Exteriores por decreto presidencial #212/1996 el 26 de marzo de 1996. El Presidente de la Comisión Nacional de Ucrania para la UNESCO es Sergiy Kyslytsya.
El representante permanente de Ucrania ante la UNESCO es el embajador en Francia Kostiantyn Tymoshenko.
Ucrania tiene 14 departamentos académicos que cooperan con UNESCO así como 63 escuelas asociadas a la organización.

## Lista de Ministros

### Funcionarios antes de 1924
Secretario General de Nacionalidades (28 de junio - 22 de diciembre de 1917)
- Serhiy Yefremov (socialista-federalista) (28 de junio - 17 de julio de 1917)
- Oleksandr Shulhin (socialista-federalista) (17 de julio - 22 de diciembre de 1917)

Secretaría del Pueblo de las Nacionalidades (14 de diciembre de 1917 - 1 de marzo de 1918)
- Sergei Bakinsky (bolchevique) (14 de diciembre de 1917 - 1 de marzo de 1918)

Ministerio de Asuntos Exteriores (22 de diciembre de 1917 - mayo de 1920)
- Oleksandr Shulhin (socialista-federalista) (22 de diciembre de 1917 - 24 de enero de 1918)
- Vsevolod Holubovych (Socialista-Revolucionario) (24 de enero - 3 de marzo de 1918)
- Mykola Liubynsky (Socialista-Revolucionario) (3 de marzo - 28 de abril de 1918)
- Mykola Vasylenko (Asociación de progresistas ucranianos) (30 de abril - 20 de mayo de 1918)

- Dmytro Doroshenko (socialista-federalista) (20 de mayo - 14 de noviembre de 1918)

- Georgiy Afanasyev (14 de noviembre - 14 de diciembre de 1918)
- Volodymyr Chekhivsky (Menchevique ucraniano) (26 de diciembre de 1918 - 11 de febrero de 1919)
- Kostiantyn Matsiyevych (13 de febrero - marzo de 1919)

- Volodymyr Temnytsky (Socialdemócrata) (abril - agosto de 1919)

- Andriy Livytskyi (Menchevique ucraniano) (agosto de 1919 - mayo de 1920)

Secretarías de Asuntos Exteriores del Pueblo (1 de marzo de 1918 - julio de 1923)
- Volodymyr Zatonsky (bolchevique) (1 al 4 de marzo de 1918)
- Mykola Skrypnyk (bolchevique) (8 de marzo - 18 de abril de 1918)
- Christian Rakovsky (bolchevique) (enero - julio de 1919)
- Christian Rakovsky (bolchevique) (marzo de 1920 - julio de 1923)

Secretarios de Estado de Asuntos Exteriores de Ucrania Occidental (noviembre de 1918 - febrero de 1923)
- Vasyl Paneiko (Nacional Demócrata) (noviembre de 1918 - enero de 1919)
- Lonhyn Tsehelsky (Demócrata nacional) (enero - febrero de 1919)
- Mykhailo Lozynsky (marzo - abril de 1919)
- Stepan Vytvytskyi (Demócrata nacional) (abril de 1919 - febrero de 1920)
- Kost Levytsky (Demócrata nacional) (1920 - febrero de 1923)

### Funcionarios después de la Segunda Guerra Mundial
Comisarios del Pueblo de Asuntos Exteriores
- Oleksandr Korniychuk (febrero - julio de 1944)
- Dmitry Manuilsky (julio de 1944 - 15 de marzo de 1946)

Ministros de Asuntos Exteriores
- Dmitry Manuilsky (15 de marzo de 1946 - 1952)
- Anatoliy Baranovsky (10 de junio de 1952 - 17 de junio de 1953)
  - Luka Palamarchuk (17 de junio de 1953 - 11 de mayo de 1954)
- Luka Palamarchuk (11 de mayo de 1954 - 13 de agosto de 1965)
- Dmytro Bilokolos (16 de marzo de 1966 - 11 de junio de 1970)

- Georgiy Shevel (10 de agosto de 1970 - 18 de noviembre de 1980)

- Volodymyr Martynenko (18 de noviembre de 1980 - 28 de diciembre de 1984)
- Volodymyr Kravets (28 de diciembre de 1984 - 27 de julio de 1990)
- Anatoliy Zlenko (27 de julio de 1990 - 24 de agosto de 1991)

Ministros de Asuntos Exteriores (postsoviéticos)

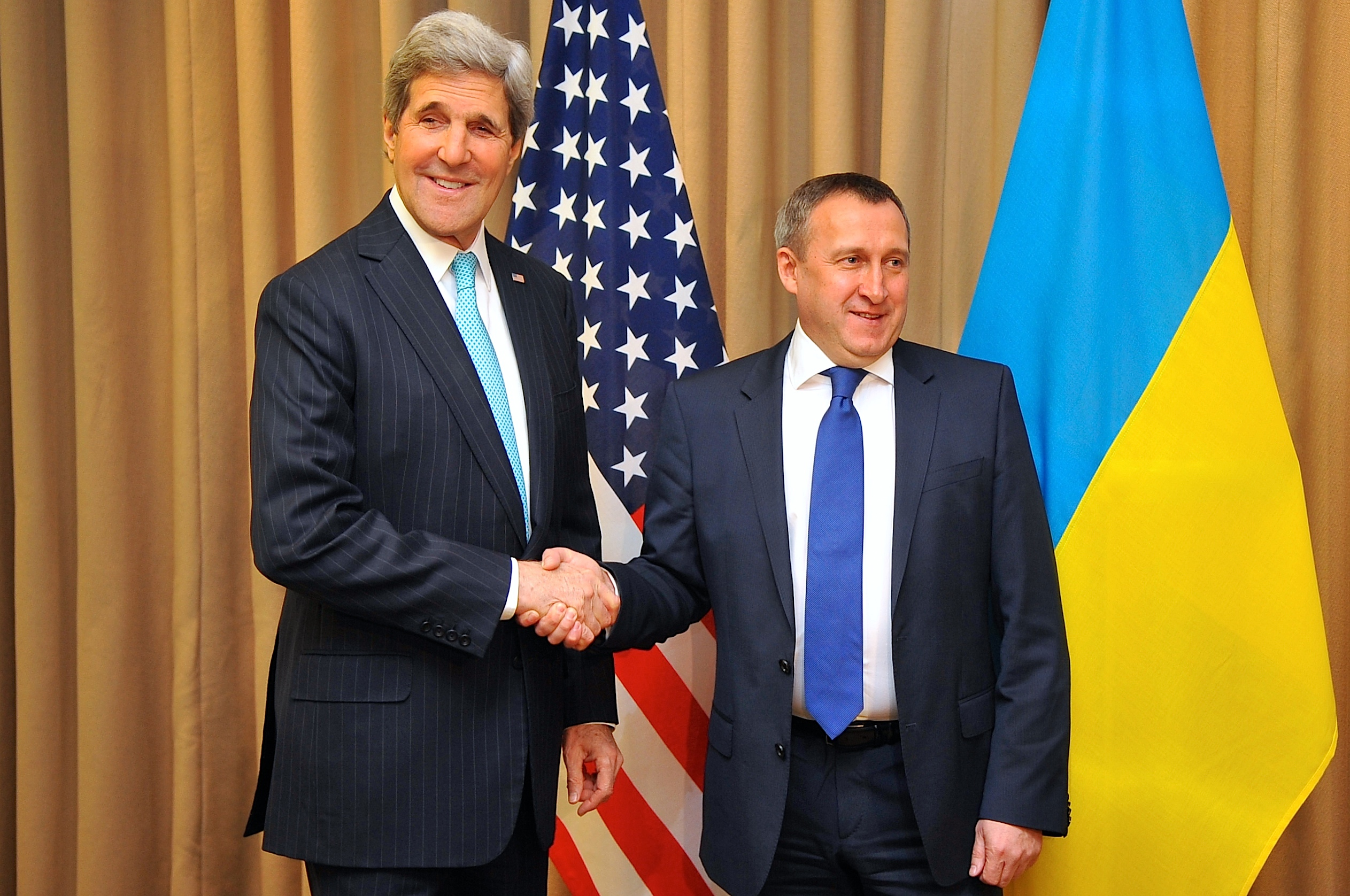
El Secretario de Estado estadounidense John Kerry con el ministro de Asuntos Exteriores de Ucrania Andrii Deshchytsia antes de que ambos se unieran a funcionarios rusos y de la Unión Europea sobre Ucrania en Ginebra, Suiza, el 17 de abril de 2014.

- Anatoliy Zlenko (24 de agosto de 1991 - 25 de agosto de 1994)

- - Hannadiy Udovenko (25 de agosto de 1994 - 16 de septiembre de 1994)
- Hannadiy Udovenko (16 de septiembre de 1994 - 17 de abril de 1998)
- Borys Tarasiuk (17 de abril de 1998 - 29 de septiembre de 2000)
- Anatoliy Zlenko (2 de octubre de 2000 - 2 de septiembre de 2003)

- Kostyantyn Gryshchenko (2 de septiembre de 2003 - 3 de febrero de 2005)

- Borys Tarasiuk (4 de febrero de 2005 - 1 de diciembre de 2006)
  - Borys Tarasiuk (5 de diciembre de 2006 - 30 de enero de 2007)
  - Volodymyr Ohryzko (31 de enero de 2007 - 21 de marzo de 2007)

- Arseniy Yatseniuk (21 de marzo de 2007 - 18 de diciembre de 2007)
- Volodymyr Ohryzko (18 de diciembre de 2007 - 3 de marzo de 2009)

- Petro Poroshenko (9 de octubre de 2009 - 11 de marzo de 2010)

- Kostyantyn Gryshchenko (11 de marzo de 2010 - 24 de diciembre de 2012)
- Leonid Kozhara (24 de diciembre de 2012 - 23 de febrero de 2014)[7]

- - Andrii Deshchytsia (27 de febrero de 2014 - 19 de junio de 2014)

- Pavlo Klimkin (19 de junio de 2014 - 29 de agosto de 2019)
- Vadym Prystaiko (29 de agosto de 2019 - 4 de marzo de 2020)
- Dmytro Kuleba (4 de marzo de 2020-4 de septiembre de 2024[8])
- Andrii Sybiha (5 de septiembre de 2024-presente)[9]

## Portavoces de MFA de Ucrania
- Ihor Dolhov (2001-2002)
- Markiyan Lubkivsky (2003-2005)
- Vasyl Filipchuk (2005—2006)
- Andrii Deshchytsia (2006—2008)
- Vasyl Kyrylych (2008-2009)
- Oleksandr Dykusarov (2010-2013)
- Yevhen Perebyinis (2013-2015)
- Mariana Betsa (2015—2018)
- Kateryna Zelenko (2018—2020)
- Oleh Nikolenko (2020-)